# Разбойник (бухта)
Разбойник — бухта на дальневосточном побережье России, в заливе Стрелок, напротив южной части острова Аскольд. Незамерзающий рейд.

## ХранениеРАО
Бухта Разбойник имеет статус хранилища ДальРАО.
В рамках программы «Глобальное партнерство» в мае 2012 года в бухте Разбойник открыт ПДХРО — пункт долговременного хранения реакторных отсеков атомных подводных лодок. Он создавался при финансовой поддержке в рамках соглашения между правительствами РФ и Японии. Первоначально подводные лодки, выведенные из состава ВМФ, направляются на СРЗ «Звезда» в г. Большой Камень, где из реакторного отсека извлекается ядерное топливо, а от самой лодки оставляют три отсека — реакторный и по одному с каждой стороны для поддержания плавучести блока. Полученные трёхотсечные блоки АПЛ герметизируются, окрашиваются защитным составом и транспортируются в бухту Разбойник, где осуществляется их контролируемое хранение в надводном положении, на плаву. Далее блок извлекается из воды, боковые отсеки отрезаются, реакторный отсек ставится на длительное хранение на береговую площадку. Планируется, что реакторные блоки будут в течение 70 лет находиться на контролируемом хранении на площадке в бухте Разбойник. Спустя семь десятилетий корпуса реакторов и их содержимое, по оценкам специалистов, перестанут нести радиационную опасность и могут быть утилизированы как лом черных металлов. Помимо АПЛ, в бухте утилизируются также суда атомно-технологического обслуживания.
Для утилизации аварийных АПЛ в 2008 году в бухте Разбойник начато строительство пункта изоляции аварийных подлодок мощностью в три фрагмента аварийных ПЛ. При утилизации аварийной АПЛ К-116 ОЯТ удалось извлечь (из реактора правого борта полностью, в реакторе левого борта ОТВС остались в 21 ячейке), реакторный отсек будет помещён в ПДХРО. При утилизации АПЛ К-431 (в 2010 году) и К-314 (в 2011 году) ядерное топливо из подлодок выгружено не было — сформированные трёхотсечные блоки законсервированы и помещены в береговой пункт изоляции.
По состоянию на 2012 год в бухте Разбойник на плаву находятся 53 трёхотсечных блока, ещё 19 таких блоков должны быть доставлены из Вилючинска в ближайшие годы.
В сентябре 2017 года 12 трёхотсечных блоков были доставлены в бухту Разбойник с Камчатки на доковом судне Трансшельф. В связи с тем, что с 2012 года в бухте Крашенинникова утилизирована АПЛ К-173 проекта 949А «Антей», а также находится в стадии утилизации АПЛ К-242 проекта 671РТМ «Щука», на Камчатке осталось ещё 9 трёхотсечных блоков, их планируется транспортировать в Приморье в 2019 году.